# Corry Evans
Corry Evans (Belfast, 30 juli 1990) is een Noord-Iers voetballer die bij voorkeur als defensieve middenvelder speelt. Hij tekende in 2021 bij Sunderland. Hij is de jongere broer van de inmiddels gestopte Jonny Evans, die vroeger bij Manchester United speelde.

## Clubcarrière
Evans komt uit de jeugdopleiding van Manchester United. In juli 2006 tekende hij op zijn zestiende verjaardag zijn eerste contract voor het betaald voetbal. In oktober 2010 werd de Noord-Ier voor één maand uitgeleend aan Carlisle United. In januari 2011 werd hij voor zes maanden uitgeleend aan Hull City. The Tigers namen Evans tijdens zijn uitleenbeurt over van Manchester United. In augustus 2013 tekende Evans een driejarig contract bij Blackburn Rovers, dat eveneens actief is in de Championship. Op 31 augustus 2013 maakte hij zijn eerste doelpunt voor Blackburn Rovers in de thuiswedstrijd tegen Bolton Wanderers. In zijn eerste drie seizoenen bij de club speelde Evans meer dan tachtig competitiewedstrijden.

## Interlandcarrière
Op 6 juni 2009 maakte Evans zijn debuut in het Noord-Iers voetbalelftal in een vriendschappelijke interland in en tegen Italië (3–0 verlies). Hij startte in het basiselftal en werd na 78 minuten vervangen door Shane Ferguson. Op 3 september 2010 maakte Evans het enige doelpunt in een EK-kwalificatiewedstrijd tegen Slovenië. Het was zijn eerste interlanddoelpunt. Corry Evans werd in mei 2016 opgenomen in de selectie van Noord-Ierland voor het Europees kampioenschap voetbal 2016 in Frankrijk, de eerste deelname van het land aan een EK. Noord-Ierland werd in de achtste finale uitgeschakeld door Wales (0–1), dat won door een eigen doelpunt van de Noord-Ierse verdediger Gareth McAuley.